# Alexandre II Zabinas
Pour les articles homonymes, voir Zebina et Alexandre II.
Alexandre II Zabinas (« Vendu » ou « Acheté »), en grec ancien Ἀλέξανδρoς Zαβίνας / Alexandros Zabinas, est un aventurier qui, profitant des troubles internes à la dynastie des Séleucides, s'empare du trône de Syrie entre 128 et 123 av. J.-C.

## Biographie
Justin affirme qu'Alexandre II est le fils d'un fripier d'Alexandrie nommé Protarcos. Mais il prétend être un fils d'Alexandre Balas, ce que nombre d'historiens considèrent comme possible. Il aurait ensuite été, selon lui, adopté par Antiochos VII, populaire à Antioche durant son règne. Avec le soutien de Ptolémée VIII, il renverse Démétrios II vers 126-125 av. J.-C..
Son succès est de courte durée car Antiochos VIII, fils de Démétrios II, se dresse contre lui. Acculé, Zabinas se procure des fonds en dépouillant de son plaquage la célèbre statue de Zeus dans le temple de Daphné. Le dieu tenant une Victoire en or, Zabinas déclare cyniquement que Zeus lui a donné la victoire. Scandalisés, les habitants d'Antioche le livrent à Antiochos VIII qui le fait mettre à mort.